# Golfo de Batabanó

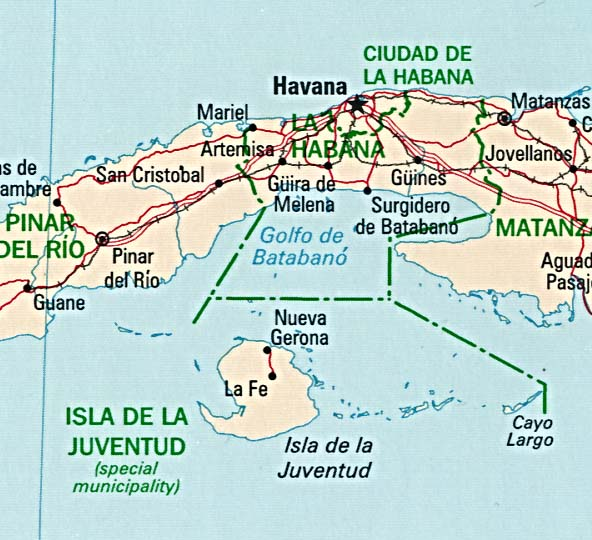
Localização do golfo de Batabanó

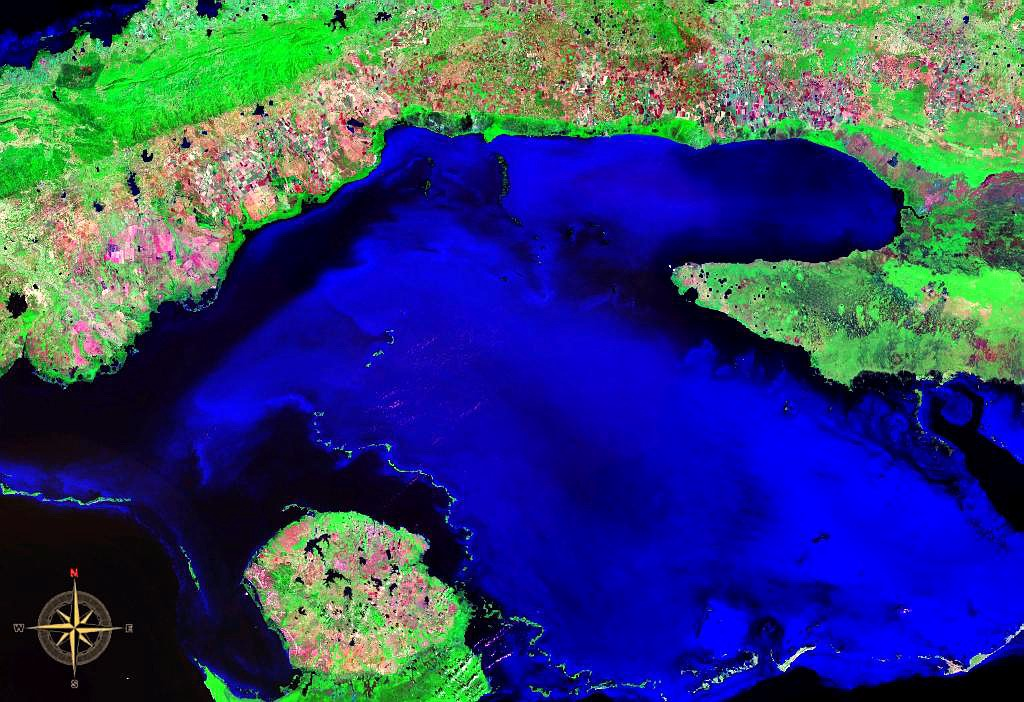
Gulf of Batabano seen from space (false color)

O golfo de Batabanó é um amplo golfo do mar das Caraíbas que se encontra na costa sul da parte ocidental da ilha de Cuba, estando limitado pela península de Zapata e pela ilha da Juventude. Administrativamente, as suas costas pertencem às províncias de Pinar del Río, Artemisa, Mayabeque, Matanzas e ao município especial da Ilha da Juventude. É de águas pouco profundas e tem numerosas pequenas ilhas.